# 311-й отдельный разведывательный авиационный полк
311-й отдельный разведывательный авиационный полк  — воинская часть вооружённых СССР в Великой Отечественной войне.

## История
Сформирован в 1940 году.
На 22 июня 1941 года входил в состав ВВС Ленинградского военного округа, дислоцировался на аэродромах Сиверская, Вехмайнен, Рауту. Имел на вооружении 31 самолёт СБ, оборудованных для ведения разведки, и 19 Р-Z.
Как самостоятельная воинская часть в боевых действиях участия не принимал, исключая первые два дня войны: в соответствии с мобилизационным планом с началом войны был разделён на четыре отдельные разведывательные эскадрильи: 116-ю, 117-ю, 118-ю, 119-ю.

## Полное наименование
- 311-й разведывательный авиационный полк

## Подчинение
| Дата            | Фронт (округ)               | Армия | Корпус | Дивизия | Примечания |
| --------------- | --------------------------- | ----- | ------ | ------- | ---------- |
| 22.06.1941 года | Ленинградский военный округ | -     | -      | -       | -          |

## Командиры
- Хатминский, Фёдор Семёнович